# Milton Preves
Milton Preves (Cleveland, Ohio, 18 de juny, 1909 - Glenview, Illinois, 11 de juny, 2000), fou un violista, pedagog i director d'orquestra nord-americà. Va ser membre de l'Orquestra Simfònica de Chicago durant 52 anys, dels quals 47 van ser com a violista principal.

## Biografia
Preves va assistir a la Universitat de Chicago. El 1931, es va unir a la "Little Symphony", un camp d'entrenament de la Simfònica de Chicago, i va ser ascendit a l'Orquestra Simfònica de Chicago el 1934. Va esdevenir violista principal el 1939, càrrec que va ocupar fins que es va retirar de l'Orquestra Simfònica de Chicago el 1986. Va tocar sota les batutes de tots els directors de la Simfònica de Chicago, fins a Sir Georg Solti, excepte el fundador de la Simfònica de Chicago, Theodore Thomas.
Preves va ser membre fundador del "Chicago String Quartet", així com el director musical de la "North Side Symphony" de Chicago durant 26 anys. A més de tocar la viola, va ser director de les simfoniques "Oak Park-River Forest", "Wheaton & Gary", així com la "Gold Coast Chamber Orchestra". També va formar part de la facultat de música en diverses universitats: Chicago Musical College, Northwestern University i DePaul University.
El 1963, va dimitir com a director de l'orquestra "Oak Park-River Forest", perquè Carol Anderson, una talentosa violinista negra que Preves havia reclutat per a la simfonia, va ser pressionada perquè dimitís a causa de la seva raça. El president de l'orquestra es va disculpar ràpidament i va instar Preves a continuar dirigint el grup. No va tornar durant 25 anys i quan ho va fer, va ser només per tocar com a solista amb l'orquestra.
Ernst Bloch va dedicar la seva Meditació i Processional a Milton Preves. Preves va ensenyar a molts estudiants, alguns dels quals continuen ensenyant, transmetent el seu estil.

## Enregistraments
- Don Quixote de Richard Strauss, dir. Fritz Reiner, Chicago Symphony, violoncel Antonio Janigro, viola Milton Preves-

RCA Victor Red Seal (1960)
- Cinc Peces Jueves d'Ernst Bloch, Milton Preves, viola. Helene Brabm, piano-The Covenant Club Of Illinois, The Covenant Club Of Illinois E2-CL-3628, E2-CL-3629[1]